# (12022) Hilbert
(12022) Hilbert est un astéroïde de la ceinture principale.

## Description
(12022) Hilbert est un astéroïde de la ceinture principale. Il fut découvert par Paul G. Comba le 15 décembre 1996 à Prescott. Il présente une orbite caractérisée par un demi-grand axe de 2,34 UA, une excentricité de 0,206 et une inclinaison de 0,57° par rapport à l'écliptique.
Il fut nommé en hommage à David Hilbert (1862-1943), professeur à Göttingen et un des plus grands mathématiciens de tous les temps.

## Compléments